# ルージェナ (小惑星)
ルージェナ (1856 Růžena) は、小惑星帯に位置する小惑星である。リュドミーラ・チェルヌイフがクリミア天体物理天文台で発見した。
クレチ天文台の観測スタッフだったルージェナ・ペトロヴィコワに因んで名付けられた。